# ユン・ボミ
ユン・ボミ（漢字: 尹普美、ハングル: 윤보미、ラテン翻字: Yoon Bo-mi、1993年8月13日 - ）は、大韓民国京畿道水原市出身の歌手、女優、タレントである。ガールズグループApinkのメンバー。永新女子高等学校を経て韓国芸術高等学校卒業。身長164cm。

## 人物
Apinkの中ではメインダンサーとリードボーカルを担当。ダンスが上手く振り付けも担当する。甘くハスキーな歌声が特徴。グループのムードメーカー的存在で、明るいキャラクターを生かしバラエティ番組でも活躍している。
兄弟は姉と弟がおり、両親はスーパーマーケットを経営している。
幼稚園時代からテコンドーを続け3段の段位を持つ、後ろ回し蹴りが得意で、これを披露したことが所属事務所のオーディション合格の決め手にもなった。
小学生時代はダンススクールにも通い、高校時代はチアリーディングを続けながら芸能事務所の練習生として3年間活動した。
高い身体能力を誇り、『アイドル陸上大会』で金メダルを獲得したり、『本当の男～女軍特集2』で入隊した際にはテコンドー少女と呼ばれ「軍隊で必要な人材」と絶賛される。また、プロ野球始球式では完璧な投球が登板の度に話題となり、女性芸能人ナンバーワン始球との呼び声も高い。

## 来歴

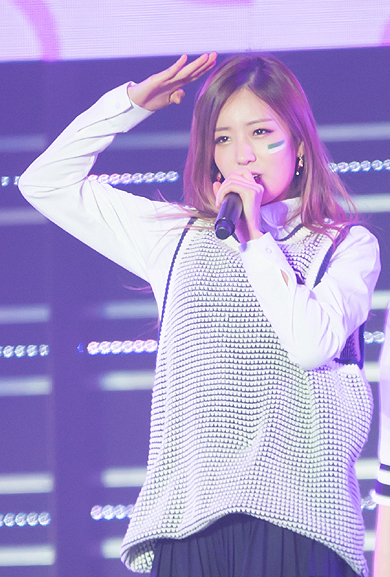
2014年11月9日

2011年、韓国芸術高等学3年次在学中にApinkの一員として芸能界デビュー。Apinkの中では一番長い練習生期間を経てのデビューとなった。
以降、グループ活動は「Apink」のページを参照。
2012年、Apinkのメンバー、チョン・ウンジが主演を務めたドラマ『応答せよ1997』にカメオ出演し女優デビュー。主人公ユンジェ（ソ・イングク）の亡くなった母親の高校生時代を演じた。
2013年7月17日から2015年7月8日までバラエティ番組『週刊アイドル』のMCをBTOBのイルフンとともに務めた。
2015年、MBC『本当の男～女軍特集2』に出演し軍事訓練を経験。
9月、KBSのウェブドラマ『恋愛探偵シャーロックK』にトップスターのユナ役として出演し、11月にNEVERで放送された。
2016年、仮想結婚バラエティ『私たち結婚しました』のシーズン4に出演し、チェ・テジュンと仮想夫婦生活を送った。
2018年4月、個人YouTubeチャンネル『ポムポムポム（뽐뽐뽐 ）』を開設した。
2019年4月、Mnetによるアイドルニュース番組『TMI NEWS』のレギュラーMCを担当。さらに、KBSのスター密着バラエティ『バトルトリップ』のMCにも抜擢される。
同年、農業大学を舞台にしたSBSのモバイル配信ドラマ『ロマンスは突然に ～僕が恋した君とトマト～』で主演を務める。2020年、MBCドラマ『どうかその男と会わないで』では、主要キャストの一人、ムン・イェスル役を演じた。
2023年4月28日、デビュー以来所属した事務所を離れて、メンバーのパク・チョロン、キム・ナムジュ、オ・ハヨンと共にCHOI CREATIVE LABに移籍し、Apinkとしての活動は継続されることが発表された。。

## 音楽活動

### 参加アルバム
| タイトル                                                                                         | 収録曲 |
| ------------------------------------------------------------------------------------------------ | --- |
| 썸남썸녀 OST Part.1 発売日：2015年6月16日                                                        | 1. Lovely해 (With イム・スロン) 2. Lovely해 (acoustic ver.) 3. Lovely해 (Inst.) 4. Lovely해 (acoustic inst ver.) |
| 투유 프로젝트 - 슈가맨 part. 33 （→To You Project - シュガーマン part. 33） 発売日：2016年6月1日 | 1. sweety (with. イ・ジヘ, チャン・ソッキョン, DinDin)                                                           |
| 신데렐라와 네 명의 기사 OST Part. 4 （→シンデレラと4人の騎士 OST Part. 4） 発売日：2016年8月28日 | 1. Without You 2. Without You (inst.)                                                                            |

#### フィーチャリング
- M.I.B - 너부터 잘해 : 너부터 잘해 （→君からしっかりしろ） [2013年12月2日]

- David Oh - 노래시작 : 알아 알아 (I know I know) [2015年5月11日]

- ユン・ヒョンサン - 밥 한 끼 해요 : 밥 한 끼 해요 (Let's Eat Together) [2015年9月24日]

### シングル
- ユン・ボミ, キム・ナムジュ, チョン・チェヨン, LE, ソ・イニョン, イ・ソクフン, ウ・テウン, ヤン・ダイル, BrotherSu, Chancellor, カン・ミンフィ - Merry Summer : 우리의 밤은 당신의 낮보다 아름답다 （→私たちの夜はあなたの昼より美しい） [2016年7月20日]

## 出演

### ミュージックビデオ
- BEAST - Beautiful (2010年)

### バラエティー
レギュラーのみ
- 週刊アイドル(2013年7月17日-2015年7月8日、MBC ) - MC
- ショー！音楽中心 (2014年11月29日、2015年4月25日、MBC) - MC
- 本当の男～女軍特集2（朝鮮語版） (2015年1月18日-2015年3月8日、MBC)
- 私たち結婚しました (2016年10月1日~2017年3月4日、MBC)
- 伝説のビッグフィッシュ（朝鮮語版）（2019年、SBS）
- TMI NEWS（朝鮮語版）（2019年、Mnet） - MC
- バトルリップ（朝鮮語版）（2019年-2020年、KBS） - MC

### テレビドラマ
- 応答せよ1997（2012年、tvN） - 高校生の頃のムン・ジョンミ役（特別出演）
- 恋愛探偵シャーロックK（朝鮮語版）（2015年、NAVER） - ユナ（ボミ）役
- この恋ははじめてだから〜Because This is My First Life〜（2017年、tvN） - ユン・ボミ役
- ロマンスは突然に ～僕が恋した君とトマト～（朝鮮語版）（2019年、SBS） - カン・ハンビョル役
- どうかその男と会わないで（朝鮮語版）（2020年-2021年、MBC） - ムン・イェスル役
- 涙の女王（2024年、tvN） - ナ秘書役